# The Carpet
"The Carpet" é o décimo quarto episódio da segunda temporada da série de televisão estadunidense The Office, o vigésimo no geral. Foi escrito por Paul Lieberstein, dirigido por Victor Nelli, Jr. e exibido pela primeira vez em 26 de janeiro de 2006 nos Estados Unidos, pela NBC. É estrelado por Ken Howard como Ed Truck e David Koechner como Todd Packer.
A série retrata a vida cotidiana dos funcionários na filial da empresa de papel Dunder Mifflin em Scranton. Nesse episódio, uma "coisa" nojenta — que se sugere serem fezes humanas — é deixada no escritório de Michael Scott (Steve Carell), que tenta descobrir quem fez isso. Enquanto seu carpete está sendo trocado, ele usa a mesa de Jim Halpert (John Krasinski), forçando ele a se afastar de Pam Beesly (Jenna Fischer).
"The Carpet" é a primeira e única exibição a apresentar Howard como Truck. No entanto, a morte do personagem serviria como enredo principal para "Grief Counseling", da terceira temporada. Recebeu críticas amplamente positivas e foi assistido por 8,6 milhões de espectadores. Na época de seu lançamento, foi o segundo episódio mais baixado de um programa de televisão na loja iTunes.

## Sinopse
Alguém deixa uma substância nojenta no carpete da sala de Michael Scott, que então ocupa a mesa de Jim Halpert, fazendo com que ele se mude para os fundos e sofra com Kelly Kapoor falando ininterruptamente. Ela revela que gosta de Ryan Howard e pede que Jim fale com ele, que se diz estar interessado, mas apenas para um relacionamento sem compromisso. Kelly pretende o oposto, inclusive casamento, mas pede segredo. Jim continua apaixonado por Pam Beesly, mas seu noivo, Roy Anderson, está no escritório trocando o carpete com Darryl Philbin e eles permanecem distantes.
Michael fica irritado com a sujeira em sua sala após suspeitar que foi feita por alguém do escritório, fazendo com que perca a confiança nos demais. O gerente regional pede ajuda de seu antigo chefe Ed Truck, que lhe orienta a não ser amigo de todos. Mas o humor de Michael muda drasticamente quando descobre que foi cometida por Todd Packer. Ele imediatamente considera uma brincadeira hilária e sua fé nos funcionários é restaurada. No final do dia, Jim fica feliz ao descobrir que Pam deixou sete mensagens de correio de voz e sentiu saudades dele.

## Produção

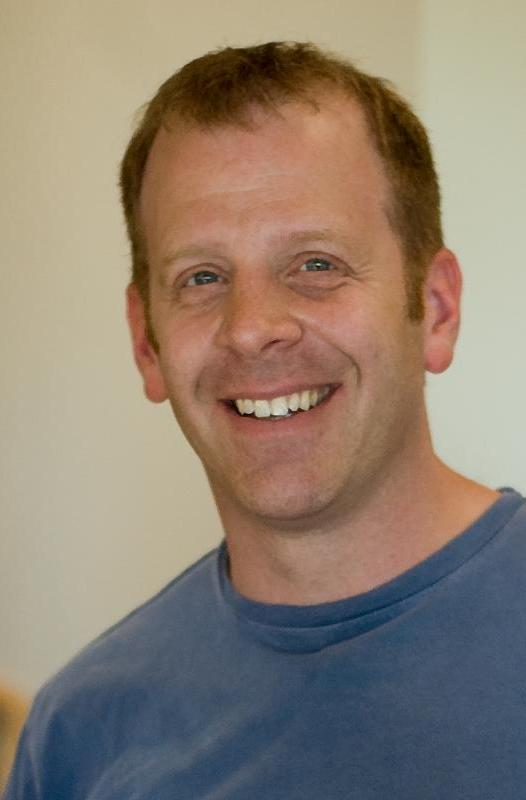
O ator e produtor executivo de The Office, Paul Lieberstein, escreveu "The Carpet".

"The Carpet" foi escrito por Paul Lieberstein, que interpreta Toby Flenderson na série, tornando-se sua terceira vez ocupando essa função, depois de "Health Care" da primeira temporada e "The Client". O episódio foi dirigido por Victor Nelli, Jr. e é o primeiro e único a apresentar Howard como Ed Truck. No entanto, a morte do personagem serviria como enredo principal para "Grief Counseling", da terceira temporada. A atriz Kate Flannery revelou mais tarde que, para a foto de Michael e Ed nos anos 1980, Carell teve que usar uma peruca com corte mullet.
Antes do episódio ser exibido, o elenco e a equipe técnica receberam a notícia de que a série seria renovada para uma terceira temporada, depois que a NBC relevou estar muito satisfeita com seu desempenho. Jenna Fischer, que interpreta Pam, observou que "é raro neste ramo ouvir notícias de uma contratação tão cedo". Anteriormente, e erroneamente, foi anunciado que a atração terminaria no final de março de 2006. A atriz explicou que, embora a temporada acabasse – na verdade, em maio – o programa continuaria.
A natureza exata da substância depositada no carpete de Michael nunca é esclarecida. Fischer apenas a descreveu como "fedorenta [e] marrom". Inclusive, a imagem exibida é ambígua; o crítico M. Giant, da Television Without Pity, observou que o espectador só tem "um vislumbre desfocado da 'Bruxa de Blair'". Fischer também destacou que um dos aspectos mais interessantes do episódio foi que o público "finalmente vê Pam e Roy se dando bem", após retornarem de "férias românticas em Poconos".
Cenas deletadas incluem: Dwight Schrute (Rainn Wilson) e Angela Martin (Angela Kinsey) tendo uma conversa secreta na cozinha, ele acreditando que um poder superior trouxe Michael para perto dele, Angela e Kevin Malone (Brian Baumgartner) especulando sobre o culpado, Michael não conseguindo concluir uma venda e roubando um bolinho de Dwight, Jim almoçando sozinho em seu carro, não conseguindo lidar com Kelly falando ininterruptamente e perguntando a Toby Flenderson (Lieberstein) como conseguiu lidar com ela.